# Alexandru Protopopescu
Alexandru Protopopescu (n. 30 august 1942, Fălticeni – d. 17 octombrie 1994, București) a fost un poet și critic literar român.

## Biografie
S-a născut la Fălticeni, în familia profesorului de limba română Dan Protopopescu și a soției sale, Matilda (n. Procopie). A absolvit liceul în 1960, după unele surse la Fălticeni și după altele la Târgu Ocna, apoi a urmat cursurile Facultății de Filologie a Universității din Iași (1960-1965). După absolvirea facultății a lucrat ca asistent la Institutul Pedagogic din Constanța (1965-1967) și apoi ca redactor la revista Tomis (1967-1974), scriind cronica literară între anii 1968 și 1972. În această revistă a publicat „dialoguri” critice cu Cornel Regman, care au fost incluse ulterior în volumul Colocvial (Editura Eminescu, București, 1976, pp. 251–327) al lui Regman. A obținut titlul de doctor în filologie cu teza Romanul psihologic românesc, publicată în 1978 de Editura Eminescu.
În 1974 a fost îndepărtat de autoritățile locale din redacția revistei Tomis și a lucrat ca bibliotecar la Biblioteca Județeană Constanța (1974-1976), iar apoi, timp de câțiva ani, profesor de liceu. „Înzestrat cu o inteligență strălucită, dar mereu imatur, capricios, incapabil să lupte cu viața” (după cum îl considera criticul Alex. Ștefănescu), tânărul Protopopescu s-a simțit descurajat, și-a lăsat barbă, a început să bea și să aibă un comportament distructiv. Astfel, în opinia aceluiași critic, „a îmbătrânit în trei ani cât alții în treizeci”. A murit în 1994, la vârsta de 52 de ani, din cauza alcoolului.

## Activitatea literară
A scris poezii încă din perioada studenției, debutând în 1963 în revista Iașul literar. Primul volum de versuri, intitulat Exil imaginar, a apărut în 1968. Cartea conținea, în opinia criticului Mircea Iorgulescu, poezii „prozaic reflexive” („Materia din noi e nesfârșită / Așa cădem atrași spre miezul lumii / Și nici un lucru nu se poate sprijini / Decât un om pe sine însuși...”). Criticul Alex. Ștefănescu considera curioasă o asemenea catalogare, ceea ce îi trezea bănuiala că Iorgulescu nu a citit versurile din acel volum. Poemele erau scrise la persoana I, iar exprimarea unor senzații proaspete într-un stil adolescentin amintea de Nicolae Labiș, în timp ce existența unui „spiritul contestatar” îl anticipa pe Mircea Dinescu. În opinia lui Ștefănescu, Protopopescu „își derutează cititorii, fiind, câteodată în cuprinsul aceleiași fraze, popular și academic, frust și sofisticat, grav și ironic”, combinând stilul popular-pitoresc cu demonstrații într-un limbaj sofisticat.
Se pare că însuși autorul a tratat acel debut editorial ca un accident și s-a consacrat ulterior criticii literare contemporane. Al. Protopopescu a publicat două cărți: Volumul și esența (1972) și Romanul psihologic românesc (1978), iar ultimul dintre cele două volume este considerat unul dintre studiile prestigioase dedicate romanului în critica românească postbelică. Analizându-i cronicile din revista Tomis, criticul Alex. Ștefănescu afirmă că acestea amestecă senzații contradictorii, catalogându-l pe autor ca „un răsfățat al scrisului” și ca „un teribilist căruia nu i se potrivește să dea verdicte”.

## Opera
- Exil imaginar, versuri, E.P.L., București, 1968;
- Volumul și esența, critică literară, București, 1972;
- Romanul psihologic românesc, Ed. Eminescu, București, 1978 (ed. a II-a, Pitești, 2000; ed. a III-a, 2002);
- Un mileniu de copilărie, ediție îngrijită de Vasile Andru, Pitești, 2000.